# خایان
خایان یکی از روستاهای در شهرستان بروجرد در استان لرستان است. این روستا در دهستان شیروان در بخش مرکزی این شهرستان قرار دارد. و جمعیت این روستا حدود ۲۰۰۰نفر است
جمعیت این روستا  با توجه  به آمار حدودی  اهالی 
حدودا به ۴۰۰۰ نفر میرسد

## جمعیت
بنابر سرشماری مرکز آمار ایران، جمعیت این روستا در سال ۱۳۹۵، برابر با ۱۵۳۰نفر بوده‌است. خایان ۳۸۲ خانوار جمعیت دارد. این روستا جزو پرجمعیت‌ترین روستاهای دهستان شیروان و همچنین شهرستان بروجرد می‌باشد.

### مقبره امام زاده
در روستای خایان دو امام زاده به گویش‌های محلی تیلیسو (tilisu) و امام زاده آقا پیر مکا (pirmeka) وجود دارد. این دو مکان مذهبی روستا در روزهای خاصی از سال مثل عیدنوروز، ۲۳ رمضان و… محل گردشگران است

## درآمد مردم روستا
مردم این روستا، عمدتاً در کشاورزی و باغداری فعالیت دارند. در کنار این فعالیت‌ها کارهایی همچون دامپروری، مرغ داری، صنایع دستی و… نیز انجام می‌دهند.
مردم این روستا بیش از صدها سال است که باغ‌دار هستند و زندگی خود را با باغ‌داری می‌گذرانند.

### میوه‌های خایان
میوه آلو که از خوشمزه‌ترین میوه‌ها و از میوه‌های بهاری است که در بین مردم منطقه شهرستان بروجرد جایگاه ویژه‌ای دارد که این ویژگی باعث شهرت بی‌حد آلوی خایون در بین مردم گردیده‌است.
از دیگر میوه‌های این روستا می‌توان به گیلاس،زردآلو،به، آلبالو و گردو اشاره کرد.